# Bad Romance
Bad Romance — пісня американської співачки Lady Gaga. Це головний сингл її другого студійного альбому The Fame Monster. Bad Romance була вперше представлена публіці на Паризькому тижні моди під час презентації колекції Весна/Літо 2010 Александра Маккуіна 6 жовтня 2009 року. Пісню написала Lady Gaga під час свого турне, натхненна німецькою техно-хаус музикою.
Bad Romance в 2009-2010 роках отримала шалений успіх і зайняла першу сходинку хіт-парадів у Великій Британії, Канаді, Ірландії, Швеції, Німеччині, Австрії, Данії, Росії, Україні та другу позицію у США, Австралії, Новій Зеландії.
У клипі фігурує пляшка української горілки Nemiroff Lex.